# Müritz
La Müritz (pronuncia tedesca: IPA: [ˈmyːʁɪt͡s], ; dallo slavo morcze = "piccolo mare"), con una superficie di 117 km², è il secondo lago in ordine di grandezza della Germania dopo il lago di Costanza, e il più grande tra i laghi interamente tedeschi.

## Geografia

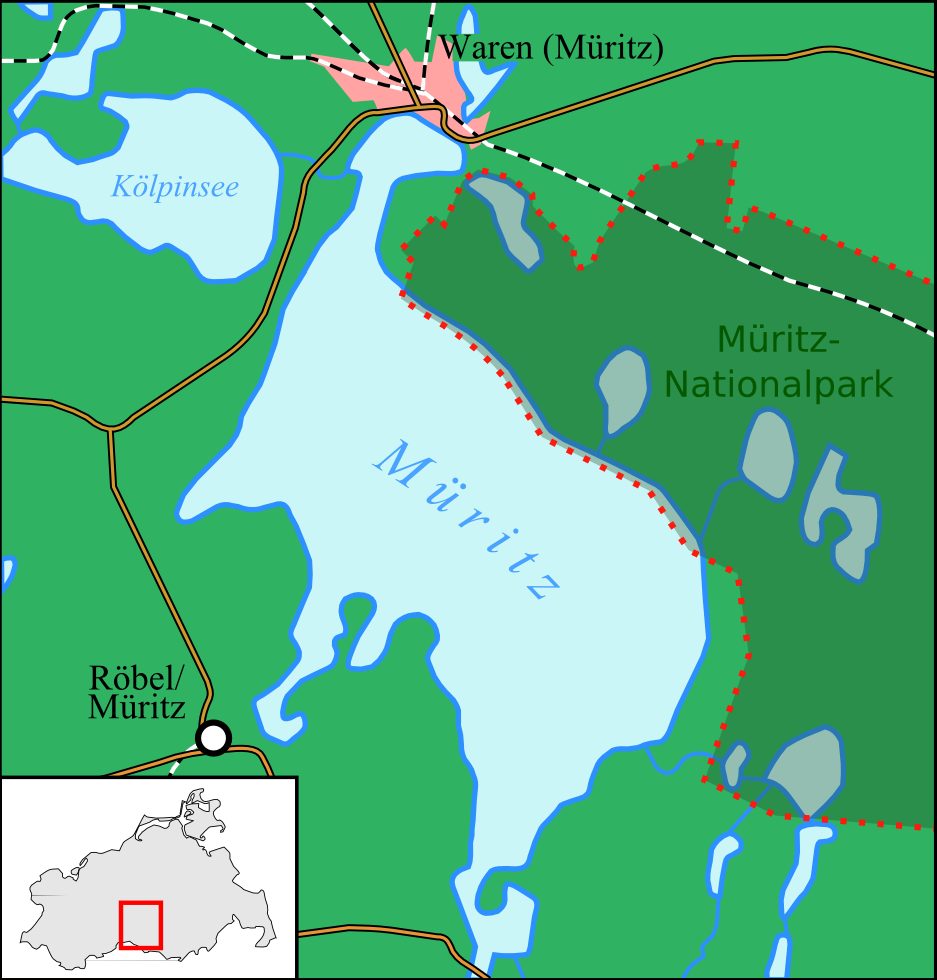

È situata nel Land del Meclemburgo-Pomerania Anteriore e fa parte del sistema di laghi della Mecklenburgische Seenplatte, una delle tre grandi regioni di laghi a sud del mar Baltico.
Il lago si è formato durante l'ultima glaciazione. A causa della sua forma grossomodo romboidale, il lago ha in pratica una costa orientale e una occidentale. Parte della riva orientale è compresa nel parco, vi si trovano canneti e zone umide; la costa occidentale è caratterizzata da prati, lievi colline coperte da pascoli e piccoli boschetti.

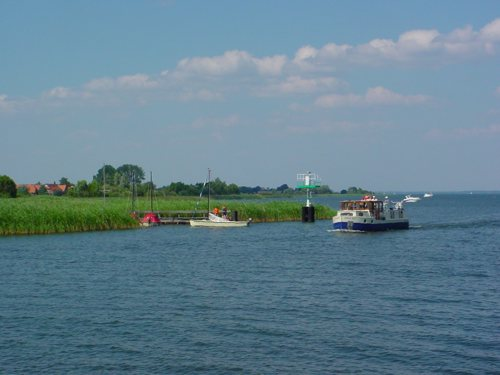
Le sponde del lago

Il lago è attraversato dall'alto corso del fiume Elde da sud, attraverso il Piccolo Müritz, a nord ed è collegato dal Reeckkanal (detto anche Eldenburger Kanal), lungo due chilometri abbondanti, con il Kölpinsee.

## Il parco
Nel 1990 è stato costituito il parco nazionale della Müritz (318 km²) che ha caratteristiche di flora e fauna uniche.